# Tim Pickett
Timothy Lenard "Tim" Pickett (nacido el 18 de abril de 1981 en Daytona Beach, Florida) es un exjugador de baloncesto estadounidense. Con 1,93 metros de altura, jugaba en las posiciones de base o escolta.

## Trayectoria deportiva

### Universidad
Tras pasar por los Community College de Daytona Beach y de Indian River, jugó dos temporadas con los Seminoles de la Universidad Estatal de Florida, en las que promedió 16,7 puntos, 4,8 rebotes y 2,6 robos por partido. Fue elegido en ambas temporadas en el mejor quinteto defensivo de la Atlantic Coast Conference, mientras que en 2003 aparecía en el segundo mejor quinteto absoluto, y en el primero al año siguiente.
En 2003 fue el líder de la ACC en robos de balón, promediando 2,8 por partido, mientras que al año siguiente lideró la clasificación de más triples anotados, con 110.

### Profesional
Fue elegido en la cuadragésimo cuarta posición del Draft de la NBA de 2004 por New Orleans Hornets, pero acabó firmando con los Florida Flame de la NBA D-League, donde jugó una temporada en la que promedió 9,3 puntos y 3,6 rebotes por partido.
Al año siguiente fichó por el ASVEL Lyon-Villeurbanne de la liga francesa, donde solo disputó 9 partidos, en los que promedió 12,6 puntos y 3,5 rebotes. De ahí marchó a Italia para jugar en el Coopsette Rimini de la Legadue, acabando la temporada y jugando la siguiente completa, en la que promedió 17,7 puntos y 5,6 rebotes por partido. En 2007 fichó por el Aget Service Imola, también de la segunda categoría italiana, donde permaneció una temporada.
A partir de 2008, tras un breve paso por el PBC Lukoil Academic búlgaro, jugó posteriormente en el Shanxi Zhongyu de la liga china, y en diferentes equipos de Israel, Turquía, Puerto Rico, Venezuela y Argentina, hasta recabar en su equipo actual, los Gigantes del Estado de México, con quienes ya jugó una temporada en 2015 en la que promedió 23,8 puntos y 6,7 rebotes por partido.